# Tomasz Leżański
Tomasz Leżański, född 14 maj 1947, är en polsk bågskytt. Han deltog vid olympiska sommarspelen 1972.